# Mamey (Aguada)
Mamey es un barrio del municipio de Aguada, Puerto Rico. Según el censo de 2020, tiene una población de 2499 habitantes.

## Geografía
Está ubicado en las coordenadas 18°22′38″N 67°8′27″O / 18.37722, -67.14083 (18.377302, -67.140906). Según la Oficina del Censo de los Estados Unidos, Mamey tiene una superficie total de 3.77 km², de la cual 3.75 km² corresponden a tierra firme y 0.02 km² son agua.

## Demografía
Según el censo de 2020, había 2499 personas residiendo en la zona. La densidad de población es de 666.4 hab./km². El 18.61% de los habitantes son blancos, el 3.16% son afroamericanos, el 0.52% son amerindios, el 22.09% son de otras razas y el 55.62% son de una mezcla de razas. Del total de la población el 99.04% son hispanos o latinos de cualquier raza.